# التصنيفات الدولية لبوتان
تتضمن هذه المقالة التصنيفات الدولية لبوتان

## التصنيفات الدولية
| المنظمة                       | الاستطلاع                 | التصنيف    |
| ----------------------------- | ------------------------- | ---------- |
| معهد الاقتصاد والسلام         | مؤشر السلام العالمي       | 40 من 144  |
| برنامج الأمم المتحدة الإنمائي | مؤشر التنمية البشرية      | 132 من 182 |
| منظمة الشفافية الدولية        | مؤشر مدركات الفساد        | 49 من 180  |
| البنك الدولي                  | مؤشر سهولة ممارسة الأعمال | 126 من 183 |
| مراسلون بلا حدود              | مؤشر حرية الصحافة         | 70 من 175  |